# Елизабет Франциска фон Хесен-Хомбург
Елизабет Франциска фон Хесен-Хомбург (на немски: Elisabeth Franziska von Hessen-Homburg; * 6 януари 1681, Хомбург; † 12 ноември 1707, Зиген) от род Дом Хесен, е принцеса от Хесен-Хомбург и чрез женитба на Насау-Зиген.

## Произход
Тя е дъщеря на ландграф Фридрих II фон Хесен-Хомбург (1633 – 1708) и втората му съпруга принцеса Луиза Елизабет от Курландия (1646 – 1690).

## Фамилия
Елизабет Франциска се омъжва на 7 януари 1702 г. в Хомбург за Фридрих Вилхелм I Адолф фон Насау-Зиген (1680 – 1722), княз от 1707 г., син на княз Вилхелм Мориц фон Насау-Зиген. Тя е първата му съпруга. Двамата имат децата:
- Шарлота Фридерика (1702 – 1785)

∞ 1725 княз Леополд фон Анхалт-Кьотен (1694 – 1728)
∞ 1730 граф Албрехт Волфганг фон Шаумбург-Липе (1699 – 1748)
- София Мария (*/† 1704)
- Сибила Хенриета (1705 – 1712)
- Фридрих Вилхелм II (1706 – 1734)

∞ 1728 София Поликсена Конкордия (1709 – 1781), графиня фон Сайн-Витгенщайн
- София Елизабет (1707 – 1708)